# Sam Nujoma
Samuel Shafiishuna Daniel Nujoma, dit Sam Nujoma, né le 12 mai 1929 à Ongandjera et mort le 8 février 2025 à Windhoek,, est un homme d'État namibien. Membre de l'Organisation du peuple du Sud-Ouest africain (SWAPO) et considéré comme le « père de l'indépendance », il fut le premier président de la Namibie, entre 1990 et 2005. Ses positions et la répression qu'il mène lors de la seconde partie de sa présidence l'ont fait parfois surnommé le « petit Mugabe » ou « Mugabe light ».

## Biographie

### Jeunesse
Né le 12 mai 1929 à Ongandjera au sein d'une famille de bergers ovambos dans le Sud-Ouest africain, alors sous mandat sud-africain, Sam Nujoma est l’aîné de onze enfants. Son père est Daniel Uutoni Nujoma (1893-1968) et sa mère, qui vécut à un âge très avancé (environ 110 ans) et verra de son vivant son fils à la présidence, est Helvi Mpingana Kondombolo (1898-2008). Il passe l'essentiel de son enfance à mener une vie pastorale traditionnelle en surveillant les troupeaux de bétail dans les champs. Il ne va pas longtemps à l'école en dehors des leçons de l'école primaire du soir qu'il suit à Ongandjera. Il part vivre chez une tante, dans un township de la capitale, et découvre les discriminations contre les Noirs. Il devient ensuite balayeur des chemins de fer près de la capitale Windhoek, et ensuite syndicaliste. Il s’intéresse très jeune à la politique et s’engage dans le combat indépendantiste. Sam Nujoma poursuit ses études, pour obtenir son certificat junior par correspondance au Trans-Africa Correspondence College en Afrique du Sud.

## Lutte armée
En 1959, Nujoma crée avec Andimba Toivo ya Toivo l'Organisation du peuple de l'Ovamboland, qui se fond le 19 avril 1960 dans l'Organisation du peuple du Sud-Ouest africain (SWAPO). Nujoma en devient le premier président et commence à prendre part dans la clandestinité à la lutte armée contre la puissance coloniale, l’Afrique du Sud, qui depuis le début des années 1950, administre le Sud-Ouest africain selon les principes et les lois de l'apartheid, classifiant la population entre races et divisant le territoire en réserves indigènes et terres riches ou fertiles réservées aux Blancs.
Il parvient à faire reconnaître la SWAPO aux Nations unies comme seul représentant légitime du Sud-Ouest africain rebaptisé Namibie en 1968 alors que l’organisation internationale met fin au mandat sud-africain.
Forcé à l'exil, la SWAPO et Nujoma ne parviennent jamais à occuper un millimètre du territoire namibien, pourtant vaste et essentiellement désertique, durant toute la lutte armée. Pire, en 1975, l'Afrique du Sud envoie un contingent militaire envahir l'Angola, la base arrière de la SWAPO.

## Contestation

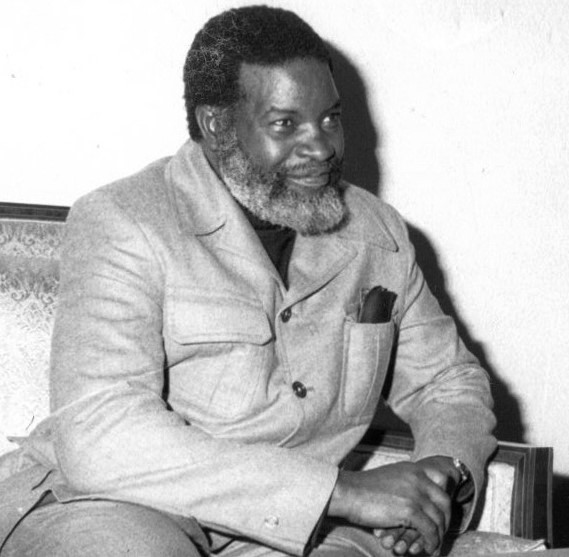
Sam Nujoma en 1979.

En avril 1976, dénonçant le népotisme, la corruption et l'inefficacité de la direction du mouvement, Andreas Shipanga l'un des cofondateurs de la SWAPO tente de prendre le contrôle du quartier général du parti à Lusaka en Zambie, mais Nujoma appelle à la rescousse Kenneth Kaunda, le président zambien, pour éviter d'être démis de ses fonctions par la force. Les rebelles sont finalement arrêtés et emprisonnés. Certains seront relâchés au bout de six mois, d'autres disparaîtront définitivement alors que Shipanga n'est lui-même libéré qu'en mai 1978.
En dépit de l'échec de la lutte armée, Nujoma se maintient à la tête de l'organisation, soutenue par les régimes marxistes d'Angola, de Cuba et surtout de la République démocratique allemande.

## Indépendance
En 1978, le Conseil de sécurité des Nations unies adopte la résolution 435 qui prévoit un processus menant à l'indépendance de la Namibie. Il faut cependant attendre le 22 décembre 1988 pour qu'un accord soit signé entre les belligérants, qui aboutit au retrait des Cubains d'Angola et des Sud-Africains de Namibie.
Aux élections de novembre 1989, supervisées par l'ONU et destinées à désigner une Assemblée constituante, la SWAPO remporte la victoire avec 57 % des suffrages grâce à son implantation dans la tribu des Ovambos qui représentent 55 % de la population. Nujoma est élu par l'Assemblée constituante président du futur État dont l'indépendance est proclamée le 21 mars 1990.

## Président de la République
Le jour de l'indépendance, Sam Nujoma prête serment en tant que président de la république de Namibie sous les yeux, entre autres, de Javier Pérez de Cuéllar, secrétaire général des Nations unies, Frederik de Klerk, président de la république d'Afrique du Sud et Nelson Mandela, tout juste libéré de prison.
Bien que marxiste, Nujoma applique dès le départ une politique modérée dans un contexte international défavorable aux régimes communistes. Son plan de réforme agraire est d’abord on ne peut plus consensuel entre Blancs et Noirs. Il mène durant son premier mandat une politique pragmatique et modérée visant à œuvrer à la réconciliation nationale et à l'unité du pays. À la suite de l'achat d'un avion de luxe Falcon par Nujoma en 1992, lequel est révélé par les journaux quelques semaines après que la Namibie a lancé un appel à l'aide internationale contre une sécheresse sévère, la Norvège suspend son aide financière au pays.
Le 8 décembre 1994, il est largement réélu par 76,3 % des voix et entame un second mandat en mars 1995. Bénéficiant de la majorité nécessaire, Nujoma fait modifier la Constitution pour effectuer un troisième mandat. En décembre 1999, il est réélu avec 76,8 % des suffrages.
En 1998, Nujoma a pris la défense du président de la république démocratique du Congo, Laurent-Désiré Kabila, lorsque son régime a été menacé par des rebelles soutenus par le Rwanda, l'Ouganda et le Burundi pendant la deuxième guerre du Congo. La Namibie s’est impliquée dans la guerre au nom de son engagement envers la Communauté de développement de l’Afrique australe (SADC). Les troupes namibiennes, angolaises, tchadiennes et zimbabwéennes ont aidé Kabila à repousser les attaques, une action que Sam Nujoma a considérée comme une défense de la souveraineté de la RDC contre les ingérences extérieures.
Sam Nujoma était le mécène international et un fervent partisan du Cheetah Conservation Fund, basé en Namibie. Sam Nujoma était également un défenseur des droits des femmes et des enfants, ayant demandé aux pères de payer l'entretien des enfants nés hors mariage. Sam Nujoma s'opposait également à la pratique consistant à expulser les veuves du domicile familial après le décès de leur mari.
Au début des années 2000, constatant la forte demande des Noirs en quête de terres cultivables, il propose une nouvelle réforme beaucoup plus autoritaire mais la réforme agraire semblable et désastreuse, alors en cours au Zimbabwe et effectuée par son ami Robert Mugabe, en suspend l’application.
En 2000, Nujoma dit que le SIDA est une « arme biologique fabriquée par l'Homme ». À un certain point de sa présidence, il a brièvement interdit la diffusion de programmes de télévision étrangers en Namibie, les accusant de corrompre la jeunesse du pays.
En 2001, Sam Nujoma ordonne une répression contre les gays et les lesbiennes de Namibie, intimant cet ordre aux forces de l'ordre : « La police doit arrêter, emprisonner et expulser les homosexuels et les lesbiennes trouvés en Namibie. » Il se justifie en décrivant l'homosexualité comme étant une « idéologie étrangère et corrompue. » À la suite de cet appel du président, une vague de violence homophobe se déchaîne dans tout le pays de la part de la police et de la population. Des homosexuels sont physiquement attaqués par des foules et ils sont massivement arrêtés et emprisonnés. Durant cette période, ceux et celles qui ne sont pas découverts sont obligés de vivre dans la peur et la clandestinité,,. Lors d'un discours aux étudiants de l’université de Namibie à Windhoek, le président Nujoma continue de menacer la communauté LGBT namibienne : « La république de Namibie n'autorise pas l'homosexualité et le lesbianisme. La police a l'ordre de vous arrêter, de vous expulser et également de vous emprisonner. » Son ministre des Affaires intérieures, Jerry Ekandjo (en), dit de son côté à sept cents policiers et policières fraîchement diplômés : « Éliminez les gays et les lesbiennes de la surface de la Namibie. S'ils ont un chien gay, tuez-le. » Pressé par un journaliste de confirmer s'il a bien dit ces propos, Ekandjo répond : « Ce sont les homosexuels qui vous ont envoyé ici? Que les homosexuels eux-mêmes m'appellent, je pourrai alors leur donner la réponse. En Namibie, ils sont contents de ma déclaration. »
À la fin de son mandat, un Nujoma omnipotent et aigri s’égare en insultes homophobes ou racistes contre les Blancs, voire contre ses rivaux dans la SWAPO, tels Hidipo Hamutenya, limogé de son poste de ministre des Affaires étrangères deux jours avant le congrès de la SWAPO du 30 mai 2004 qui devait choisir le candidat à l'élection présidentielle. Son soutien inconditionnel à Mugabe entache alors la réputation de la Namibie faisant craindre pour le pays une contagion zimbabwéenne.
En 2004, sous pression de la SWAPO, il renonce à modifier la Constitution une nouvelle fois et se choisit un successeur, Hifikepunye Pohamba, lequel est confortablement élu en novembre de la même année et succède à Nujoma le 21 mars 2005.

## Retraite
Son départ du pouvoir intervient alors à un bon moment pour la stabilité du pays, même s’il continue dans l’ombre à tirer les ficelles du gouvernement. En 2006, une délégation de la SWAPO venue lui demander de céder sa place de président du parti au président de la République, Hifikepunye Pohamba, provoque la fureur de Nujoma, qui leur répond par une fin de non-recevoir avant de sortir en claquant la porte[réf. nécessaire].
Sam Nujoma demeure président de la SWAPO jusqu'en 2007, année où il finit par accepter de démissionner sous la pression des cadres du parti.
En 2009, Sam Nujoma fait à plusieurs reprises des déclarations violentes, racistes et haineuses. À la mi-juin 2009, durant un discours à la ligue jeunesse de la SWAPO, il appelle celle-ci à prendre les armes et, selon ses propres termes, à « chasser les colons du pays. » Le même mois, il attaque l'Église évangélique luthérienne germanophone de Namibie (DELK), l'accusant d'avoir « collaboré avec l'ennemi avant l'indépendance et peut-être encore d'être un ennemi ». Il déclare également : « Nous les tolérons. Mais s'ils ne se comportent pas bien, nous les attaquerons. Et lorsqu'ils appelleront leurs amis blancs d'Allemagne, nous leur tirerons une balle dans la tête. ». En septembre 2009, lors d'un discours prononcé dans le nord de la Namibie pour défendre Robert Mugabe, Sam Nujoma attaque verbalement à plusieurs reprises les Américains, les Britanniques et les Allemands. Il exhorte ses partisans que : « dès que vous voyez un Anglais, frappez-le avec un marteau dans la tête ». Il ajoute en outre, comme il l’avait déjà fait en juin 2009, que « […] les Allemands qui ne veulent pas coopérer devraient recevoir une balle dans la tête. »

## Mort
Sam Nujoma est décédé le 8 février 2025 à Windhoek, à l'âge de 95 ans, après trois semaines d'hospitalisation, en raison de « mauvaises conditions de santé ».
Le gouvernement namibien annonce par la suite une période de deuil national. Le Congrès national africain d'Afrique du Sud met également le drapeau de son parti en berne, en hommage à Sam Nujoma.
Le 28 février 2025, une cérémonie commémorative a lieu dans un stade en mémoire de Sam Nujoma.
Le 2 mars 2025, Sam Nujoma est enterré dans un mémorial près de Windhoek.

## Hommages
Le nom de Sam Nujoma a été donné à plusieurs artères dans différentes villes du pays.
- Windhoek : Sam Nujoma Drive (anciennes Curt von François Avenue et Gobabis Road).
- Swakopmund : Sam Nujoma Avenue (ancienne Kaiser WilhemStrasse).
- Keetmanshoop : Sam Nujoma Drive (ancienne Kaiser Street).